# Jorge Fernando Santos Silva
Jorge Fernando dos Santos Silva (sinh ngày 22 tháng 3 năm 1996) là một cầu thủ bóng đá người Bồ Đào Nha thi đấu cho Leixões ở vị trí hậu vệ.

## Sự nghiệp bóng đá
Ngày 3 tháng 12 năm 2014, Silva có màn ra mắt cho Sporting B trong trận đấu tại Giải bóng đá hạng nhất quốc gia Bồ Đào Nha 2014–15 trước União Madeira.